# Cervaria
Cervaria es un género  de plantas herbáceas de la familia de las apiáceas.    Comprende 9 especies descritas.
Algunos autores lo consideran un sinónnimo del género Peucedanum.

## Taxonomía
El género fue descrito por Nathanael Matthaeus von Wolf y publicado en Genera Plantarum 28. 1776. La especie tipo es: Cervaria rivinii Gaertn.

## Especies
A continuación se brinda un listado de las especies del género Cervaria descritas hasta julio de 2013, ordenadas alfabéticamente. Para cada una se indica el nombre binomial seguido del autor, abreviado según las convenciones y usos.
Varias especies ahora en el género Peucedanum
- Cervaria aegopodioides Pimenov
- Cervaria alsatica Gaudin
- Cervaria cervariifolia (C.A.Mey.) Pimenov
- Cervaria glauca Gaudin
- Cervaria laevis Gaudin
- Cervaria latifolia Andrz. ex Trautv.
- Cervaria nigra Bernh.
- Cervaria rigida Moench
- Cervaria rivinii Gaertn.